# Stazione di Hatogaya
La stazione di Hatogaya (鳩ヶ谷駅?, Hatogaya-eki) è una stazione ferroviaria situata nella città di Kawaguchi, nella prefettura di Saitama in Giappone e servita dalla Ferrovia Rapida di Saitama.

## Linee
SRR
● Ferrovia Rapida di Saitama

## Struttura
La stazione, inaugurata nel 2001, è in sotterranea e costituita da due binari serviti da un marciapiede a isola centrale con porte di banchina installate a protezione.
| 1 | ● Ferrovia Rapida di Saitama | per Higashi-Kawaguchi e Urawa-Misono   |
| 2 | ● Ferrovia Rapida di Saitama | per Akabane-Iwabuchi, Meguro e Hiyoshi |

## Stazioni adiacenti
| «                          | Servizio                   | »                          |
| Ferrovia Rapida di Saitama | Ferrovia Rapida di Saitama | Ferrovia Rapida di Saitama |
| -------------------------- | -------------------------- | -------------------------- |
| Minami-Hatogaya            | -                          | Araijuku                   |